# Isthmura
Genre
Isthmura  est un genre d'urodèles de la famille des Plethodontidae.

## Répartition
Les sept espèces de ce genre sont endémiques du Mexique.

## Liste des espèces
Selon Amphibian Species of the World (16 septembre 2015) :
- Isthmura bellii (Gray, 1850)
- Isthmura boneti (Alvarez & Martín, 1967)
- Isthmura gigantea (Taylor, 1939)
- Isthmura maxima (Parra-Olea, García-París, Papenfuss & Wake, 2005)
- Isthmura naucampatepetl (Parra-Olea, Papenfuss & Wake, 2001)
- Isthmura sierraoccidentalis (Lowe, Jones & Wright, 1968)

En 2017, une nouvelle espèce a été décrite (Zootaxa) :
- Isthmura corrugata Sandoval-Comte, Pineda, Rovito & Luría-Manzano

## Publication originale
- Dubois & Raffaëlli, 2012 : A new ergotaxonomy of the order Urodela Duméril, 1805 (Amphibia, Batrachia). Alytes, vol. 28, no 3/4, p. 77–161.